# Rodri Ríos
Rodrigo Ríos Lozano (Soria, Castilla y León, 6 de junio de 1990), más conocido como Rodri Ríos o simplemente Rodri, es un futbolista español que juega de delantero en el Marbella F. C. de la Primera Federación.

## Trayectoria
Nació en Soria. Se crio en Dos Hermanas, Sevilla, y se formó en la cantera del equipo nazareno A. D. La Motilla F. C. donde pronto despuntó y se marchó a la cantera del Sevilla F. C.

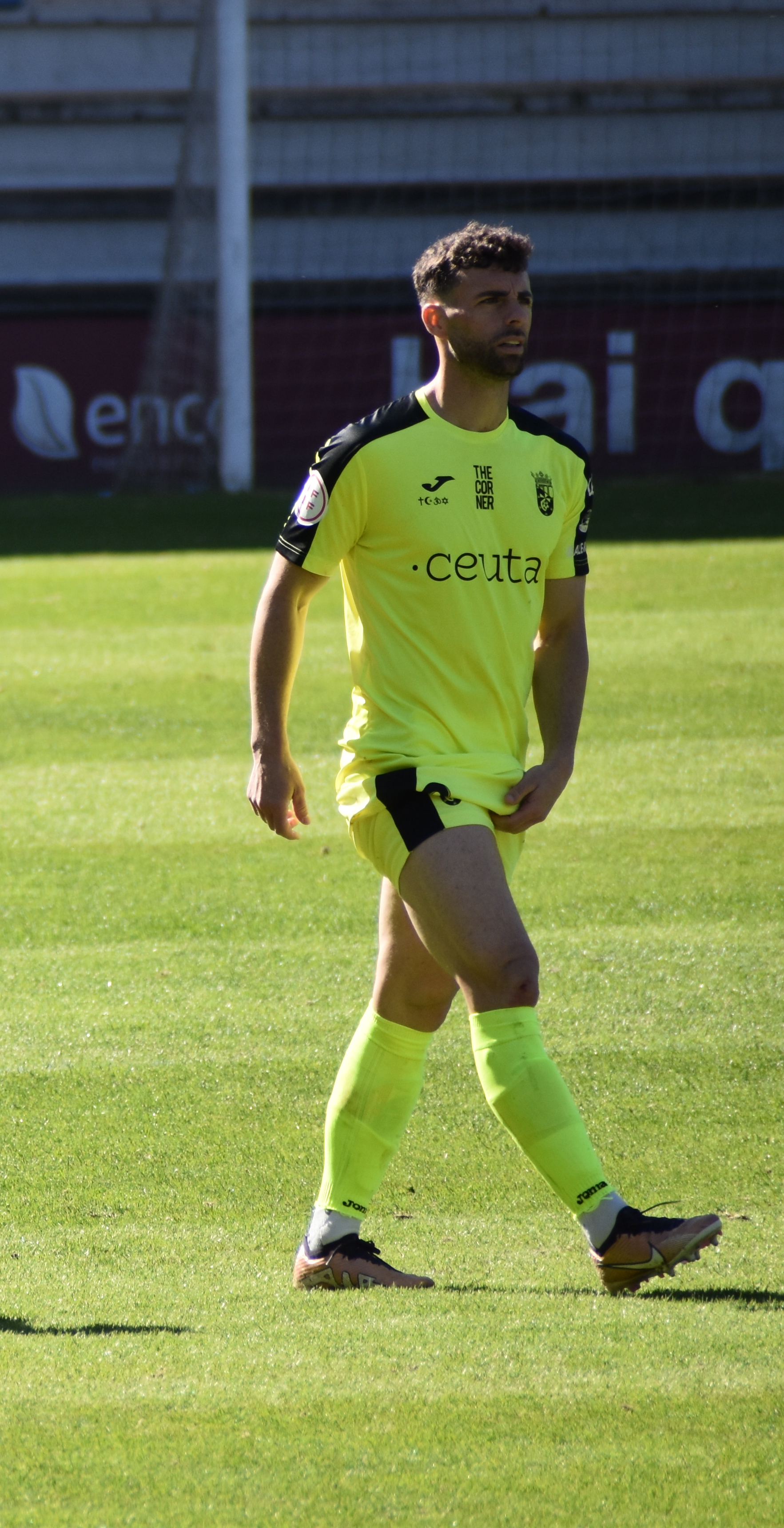
Rodri Ríos con la A. D. Ceuta F. C.

Debutó con el primer equipo en la temporada 2009-10. En el último partido de esa campaña marcó un gol decisivo en los minutos de descuento, que significaba la victoria sobre la U. D. Almería y la clasificación del equipo sevillista para la previa de la Liga de Campeones.
En verano de 2011 se incorporó al F. C. Barcelona "B", que en el mercado de invierno de 2013 lo cedió al Real Zaragoza, con la posibilidad de comprarlo a final de temporada, tras haber estado previamente en el Sheffield Wednesday.
Finalmente, en julio de ese año recaló de nuevo cedido en las filas de la U. D. Almería, equipo recién ascendido a la Primera División. En su debut con el conjunto almeriense anotó un doblete en la derrota por 2-3 ante el Villarreal C. F.
El Córdoba C. F. lo contrató para la temporada 2016-17, donde fue clave en la salvación del equipo. A pesar de ello, la entidad cordobesista decidió no renovarle el contrato, por lo que tuvo que buscar otros equipos de la categoría. El 28 de julio de 2017 se anunció su fichaje por la Cultural y Deportiva Leonesa, equipo recién ascendido a la Segunda División. El 30 de junio de 2018 se hizo oficial su incorporación al Granada Club de Fútbol.
Libre tras desvincularse del club, el 16 de octubre de 2019 se hizo oficial su fichaje por el Bristol City hasta enero con la posibilidad de extender el contrato hasta final de temporada. El 15 de enero de 2020 el club anunció que abandonaba la entidad tras finalizar su contrato. Días después el Real Oviedo anunció su fichaje hasta final de temporada.
Siguió en Oviedo un año más y, tras estar sin equipo dese junio de 2021, en enero de 2022 se comprometió con la U. D. Logroñés hasta el final de la campaña. La siguiente la volvió a empezar como agente libre, hasta que en noviembre firmó por la A. D. Ceuta F. C. A pesar de incorporarse con la temporada ya iniciada, marcó 23 goles en 28 partidos y consiguió ser el máximo goleador de la Primera Federación con 20 tantos.
El 20 de julio de 2023 firmó por el Real Murcia C. F. Se marchó del conjunto pimentonero el siguiente 19 de enero para volver a la A. D. Ceuta F. C. Con ella consiguió ascender a la Segunda División y en julio de 2025 se unió al Marbella F. C.

## Selección nacional
Fue internacional con la selección española sub-21 en dos ocasiones.
Debutó el 2 de marzo de 2010 en Ponferrada saliendo los últimos 2 minutos contra Liechtenstein en el primer partido de clasificación para Eurocopa Sub-21 de 2011. El partido finalizó 3-1 a favor del equipo español. Su segundo partido y único gol lo marcó el 24 de marzo de 2011 en un partido amistoso en Reims en el Estadio Auguste Delaune con 14000 espectadores en las gradas contra Francia. Salió al terreno de juego en el minuto 58 y un minuto después logró marcar poniendo el resultado 3-2 final a favor del equipo galo.

## Clubes
| Club                               | País       | Año       |
| ---------------------------------- | ---------- | --------- |
| Sevilla Atlético                   | España     | 2009-2011 |
| F. C. Barcelona "B"                | España     | 2011-2014 |
| Sheffield Wednesday F. C. (cedido) | Inglaterra | 2012-2013 |
| Real Zaragoza (cedido)             | España     | 2013      |
| U. D. Almería (cedido)             | España     | 2013-2014 |
| TSV 1860 Múnich                    | Alemania   | 2014-2015 |
| Real Valladolid C. F. (cedido)     | España     | 2015-2016 |
| Córdoba C. F.                      | España     | 2016-2017 |
| Cultural y Deportiva Leonesa       | España     | 2017-2018 |
| Granada C. F.                      | España     | 2018-2019 |
| Bristol City F. C.                 | Inglaterra | 2019-2020 |
| Real Oviedo                        | España     | 2020-2021 |
| U. D. Logroñés                     | España     | 2022      |
| A. D. Ceuta F. C.                  | España     | 2022-2023 |
| Real Murcia C. F.                  | España     | 2023-2024 |
| A. D. Ceuta F. C.                  | España     | 2024-2025 |
| Marbella F. C.                     | España     | 2025-     |

## Palmarés

### Campeonatos nacionales
| Título               | Club                  | País   | Año  |
| -------------------- | --------------------- | ------ | ---- |
| Copa del Rey juvenil | Sevilla F. C. Juvenil | España | 2008 |
| Copa del Rey Juvenil | Sevilla F. C. Juvenil | España | 2009 |
| Copa del Rey         | Sevilla F. C.         | España | 2010 |